# Гофман, Александр Генрихович
Александр Генрихович Гофман (20 февраля 1927, Москва — 9 апреля 2024, Москва) — советский и российский психиатр, доктор медицинских наук, профессор.

## Биография
Родился 20 февраля 1927 года в Москве, в еврейской семье. Его отец Генрих Ефимович Гофман, акушер-гинеколог, был ординатором родильного дома имени 8 Марта при больнице имени Семашко, а в 1948—1958 годах — профессором и заведующим кафедрой акушерства и гинекологии Витебского медицинского института. Мать — Эсфирь Львовна Гофман, юрист.
Во время Великой Отечественной войны был в эвакуации в Омске и там окончил среднюю школу. Вернувшись в Москву, поступил на лечебный факультет 2-го Московского медицинского института, который окончил в 1948 году. Прошёл трёхлетнюю клиническую ординатуру на кафедре В. А. Гиляровского, после чего продолжил заниматься клинической и научной деятельностью в Психиатрической больнице им. Кащенко. Учителями Г. А. Гофмана были П. М. Зиновьев, М. А. Чалисов и К. А. Скворцов.
В 1953 году женился на Савостьяновой Лидии Петровне, 1929 г. рождения. В 1955 году родился сын Гофман Виталий Александрович.
В 1961 году защитил в Московском НИИ психиатрии кандидатскую диссертацию на тему «Клиника и дифференциальная диагностика алкогольных параноидов» (научный руководитель П. М. Зиновьев).
В 1962 году в семье родилась дочь Гофман Ирина Александровна (после замужества — Князева).
В 1968 году защитил докторскую диссертацию на тему «Клиника, дифференциальная диагностика, лечение алкогольных галлюцинозов». С 1962 года — научный сотрудник Московского НИИ психиатрии. В 1987 году возглавил отделение клинической наркологии.
К области его научных интересов относятся проблемы психических расстройств, осложнённых патологическими формами зависимости. Александр Генрихович являлся крупным специалистом в области наркопсихиатрии. Автор более 320 научных работ, включая ряд статей Большой российской энциклопедии. Под его руководством было защищено 39 кандидатских и 4 докторские диссертации.
В 1990-х годах он являлся главным редактором журнала «Вопросы наркологии». Позднее входил в состав редколлегии журналов «Социальная и клиническая психиатрия», «Вопросы наркологии», «Наркология» и других. Являлся членом правления Российского общества психиатров и председателем этического комитета Независимой психиатрической ассоциации.
Умер 9 апреля 2024 года в Москве в возрасте 97 лет.

## Сочинения
- Клинические разборы в психиатрической практике. — М. 2009.
- Психиатрия: Справочник практического врача. — М. 2006.
- Клиническая наркология. — М. 2003.